# Рудольф Кастер
Рудольф Кастер (нім. Rudolf Küster; 7 квітня 1955, Ейленбурґ, Німеччина — 6 листопада 2012, Кассель, Німеччина) — колишній німецький стронгмен та паверліфтер, учасник змагань Найсильніша Людина Європи (найвище досягнення — 3-тє місце 1984 року).

## Досягнення
- Чемпіон Німеччини з паверліфтинґу (клас + 125 кг) — (1981, 1982, 1983, 1984, 1988, 1989 та 1994)
- Чемпіон Німеччини з пауврліфтинґу (класу 125 кг) — (1987)
- Віце-чемпіон Європи з пауврліфтинґу у суперважкій вазі — (1984)
- Чемпіон Європи з паверліфтинґу — (1988)
- Віце-чемпіон світу з паверліфтинґу — (1988)
- Змагання за звання Найсильнішої Людини Європи — 3-тє місце